# Герб Балеарських островів
Герб Балеарських островів — символ іспанської провінції та автономної спільноти Балеарські острови, що регулюється Законом 7/1984 від 21 листопада про герб Автономної спільноти Балеарських островів.

## Опис
Історики Фаустіно Менендес Підаль де Наваскуес і Хуан Хосе Санчес Бадіола вперше фіксують герб у двох гербовниках з другої половини ХІІІ століття: Війнбергені та рулоні лорда Маршала, які відносять його до короля Майорки. Інший геральдист того часу Еро Вермандуа, описує арагонський герб, а Гелре, починаючи з XIV століття, такий самий герб, але з перевернутими емалями; тобто червоне поле гулей та золоте. Герб з'являється у заповіті Хайме III Майорканського (1349 р.). Згодом його використовували різні члени королівського дому Майорканського королівства, Арагонського королівства та Іспанської монархії. Він часто зустрічається в картографічних документах XVII—XVIII століть. У ХІХ столітті герб було задокументовано як один із адміністративних символів Балеарських островів. Геральдичний опис: на золотому полі чотири пчервоних палиць та блакитний перев'яз вправо.
Указом від 7 до 16 серпня 1978 року Міжострівна Генеральна рада тимчасово прийняла його як символ Балеарських островів.
Щит складається з чотирьох вертикальних червоних смуг на золотому тлі, покритих по діагоналі синім перев'язом вправо.
Ширина червоних смуг та ширина жовтих проміжків буде однаковою і дорівнює дев'ятій частині ширини щита.
Ширина синьої смуги матиме відношення 1,5 до ширини червоних смуг.
Навколо щита розміщені золоті ламбрекени з листя аканта, ширина яких практично дорівнює ширині червоних смуг.
Щит має форму, яку в геральдиці називають іспанським щитом.

Виміри щита здійснюватимуться у співвідношенні 4/3 у співвідношенні висота-ширина. 

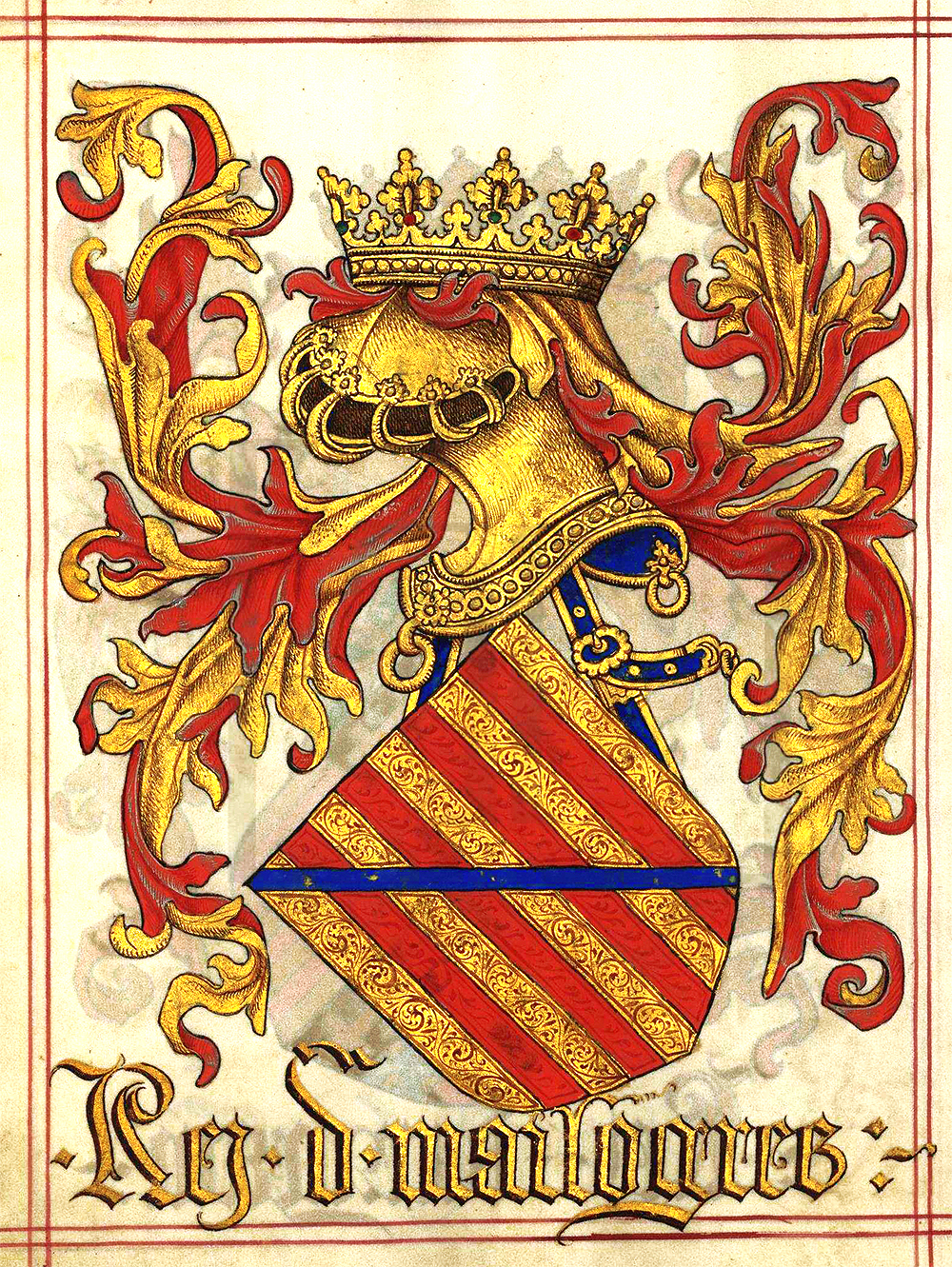
Герб Майорканського королівства
Інституційна версія герба Балеарських островів.